# Chirundina indica
Chirundina indica är en kräftdjursart som beskrevs av Sewell 1929. Chirundina indica ingår i släktet Chirundina och familjen Aetideidae. Inga underarter finns listade i Catalogue of Life.